# 格蕾姆利斯·阿韦洛
格蕾姆利斯·阿韦洛（西班牙語：Gremlis Arvelo，1996年8月21日—）生于阿拉瓜州，是一名委内瑞拉女子乒乓球运动员。她曾参加2014年南京青奥，获得女子单打第九名和混合团体第十七名。2015年，她先后出战世界锦标赛和泛美运动会。2016年，她出战里约奥运，在第一轮以0比4不敌美国选手张安，淘汰出局。